# Siwy Kocioł
Die Höhle Siwy Kocioł (deutsch: Grauer Kessel) ist eine Höhle im Tal Dolina Małej Łąki am Berg Małołączniak im Massiv der Westtatra (Tatra-Nationalpark) in Polen. Sie ist die eine der tiefsten Höhlen in Polen und der Tatra. Man darf sie nur mit der Genehmigung der Nationalparkverwaltung betreten. Sie ist nur teilweise erforscht.
Der Name lässt sich als Grauer Kessel übersetzen. Die Höhle liegt bei Zakopane und Kościelisko, ist 1.318 Meter lang und hat einen Eingang auf einer Höhe von 1827 m n.p.m.